# 派克瑞特

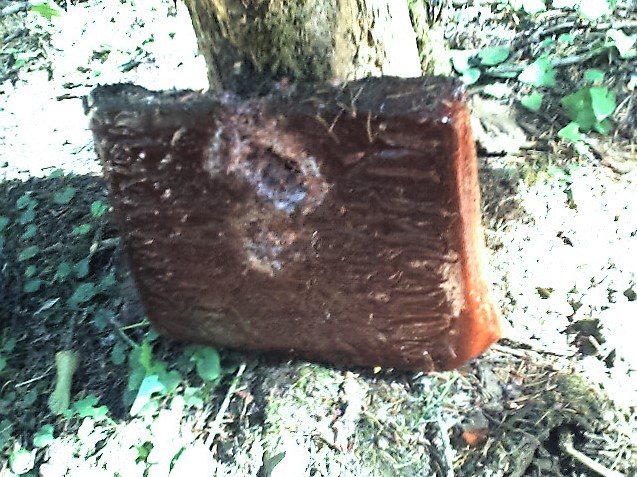
派克瑞特

派克瑞特（英語：Pykrete）是一种使用大约14%（重量比）的锯末或其他纸浆（比如纸）同86%（重量比）的冰做成的复合材料。二战期间杰弗里·派克建议使用这种材料为英国皇家海军制造一所巨大的、无法击沉的航空母舰——也就是哈巴谷工程。它有很多有趣的特性，比如说它融化的速度极慢（因为导热率极低），同冰相比，有极高的强度，甚至会接近混凝土的强度。